# 吉羅夫特
吉羅夫特是伊朗的城市，位於該國東南部，由克爾曼省負責管轄，距離首府克爾曼230公里，海拔高度650米，2006年人口95,031。1933年8月，該市錄得有紀錄以來最高溫57攝氏度。

## 外部連結
- jiroft info اطلاعات در مورد جیرفت （页面存档备份，存于）
- Jiroft civilization